# Zalonema propinqua
Zalonema propinqua is een rondwormensoort. De wetenschappelijke naam van de soort is voor het eerst geldig gepubliceerd in 1951 door Allgén.